# Comun Nuovo
Comun Nuovo är en ort och kommun i provinsen Bergamo i regionen Lombardiet i Italien. Kommunen hade 4 419 invånare (2018).